# Lipsko (Basses-Carpates)
Pour les articles homonymes, voir Lipsko (homonymie).
Lipsko est une localité polonaise de la gmina de Narol, située dans le powiat de Lubaczów en voïvodie des Basses-Carpates.